# Большой Очаковский пруд (Москва)
Большой Оча́ковский пруд — искусственный водоём в районе Очаково-Матвеевское Западного административного округа Москвы. Расположен в пойме Очаковки, между Мичуринским проспектом и Озёрной улицей. На берегу пруда находится Храм в честь иконы Божьей матери «Неопалимая купина».

## История
Пруд получил название от реки Очаковки. В середине 1950-х годов при строительстве дороги Очаково — Никулино на реке создали плотину, образовавшую один длинный водоём. При строительстве Мичуринского проспекта в 1979 году возвели вторую плотину, которая разделила его на четыре части.
Пруд вытянут с юго-запада на северо-восток. Его площадь составляет 5,5 га, длина — 700 метров, ширина — от 70 до 130 метров. Правый берег естественный, левый — укреплён бетонными плитами.
Основное русло Очаковки с 1980 года заключено в подземный коллектор, который проходит параллельно водоёму. Поэтому питание пруда происходит за счёт поверхностных вод и лишь частично от речки. Водоём является частью Никулинских (Очаковских) прудов.

## Современность
В 2017 году начались работы по благоустройству водоёма — его очистили, на берегах создали площадки для отдыха, пешеходные дорожки и новое освещение. Также были посажены цветники и живые изгороди.
В зоне отдыха возведена сцена для мероприятий, проложены экологические тропы, лестницы и пандусы. Со стороны Мичуринского проспекта обустроена смотровая площадка с шезлонгами. Сам пруд очищен, его берега укреплены.
Пруд богат рыбой: в нём водятся караси, окуни, щуки, лещи и пескари. Зимой в районе водоёма прокладывают лыжные трассы.

## Фотогалерея

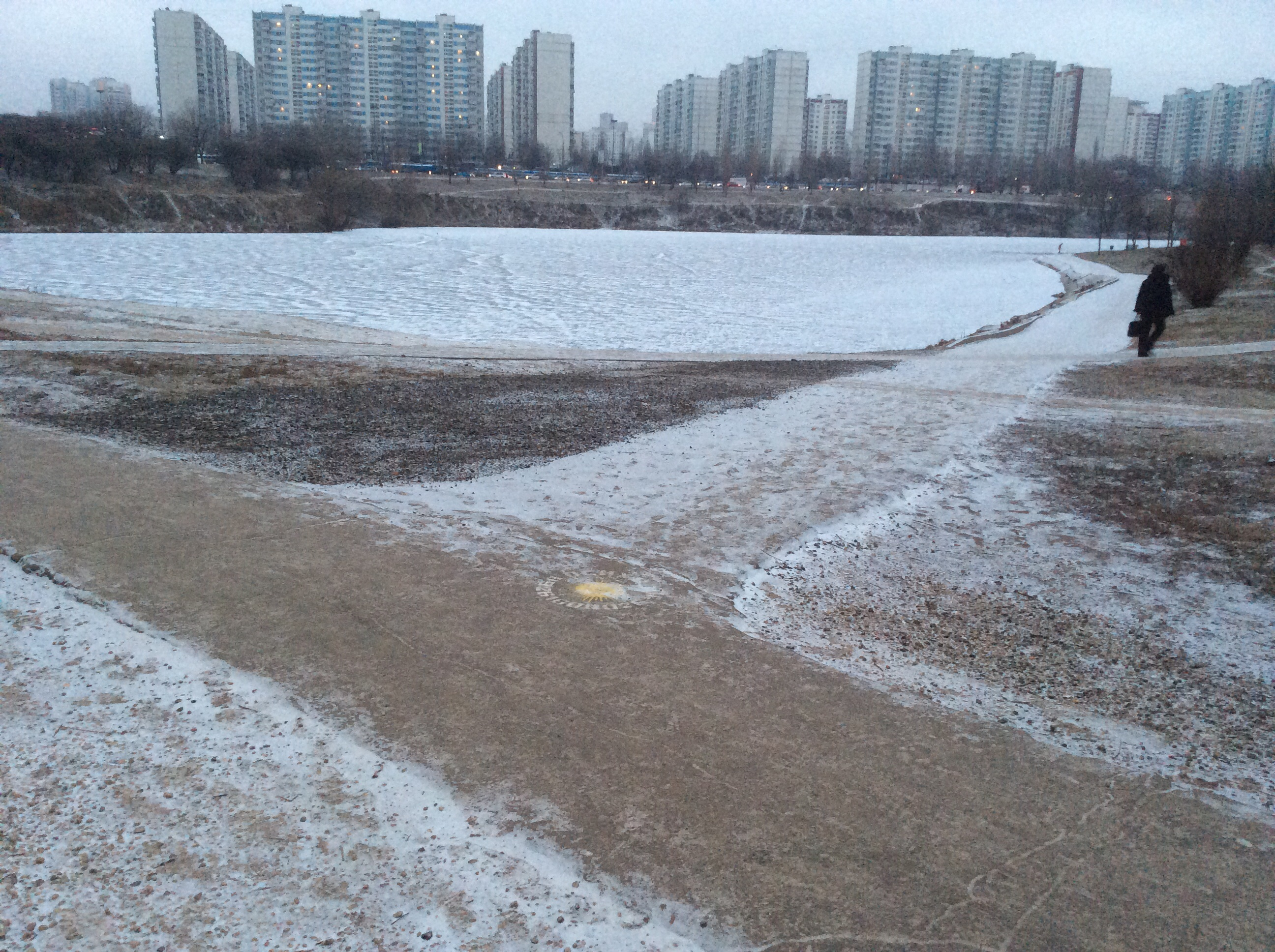
Пруд зимой, 2015 год
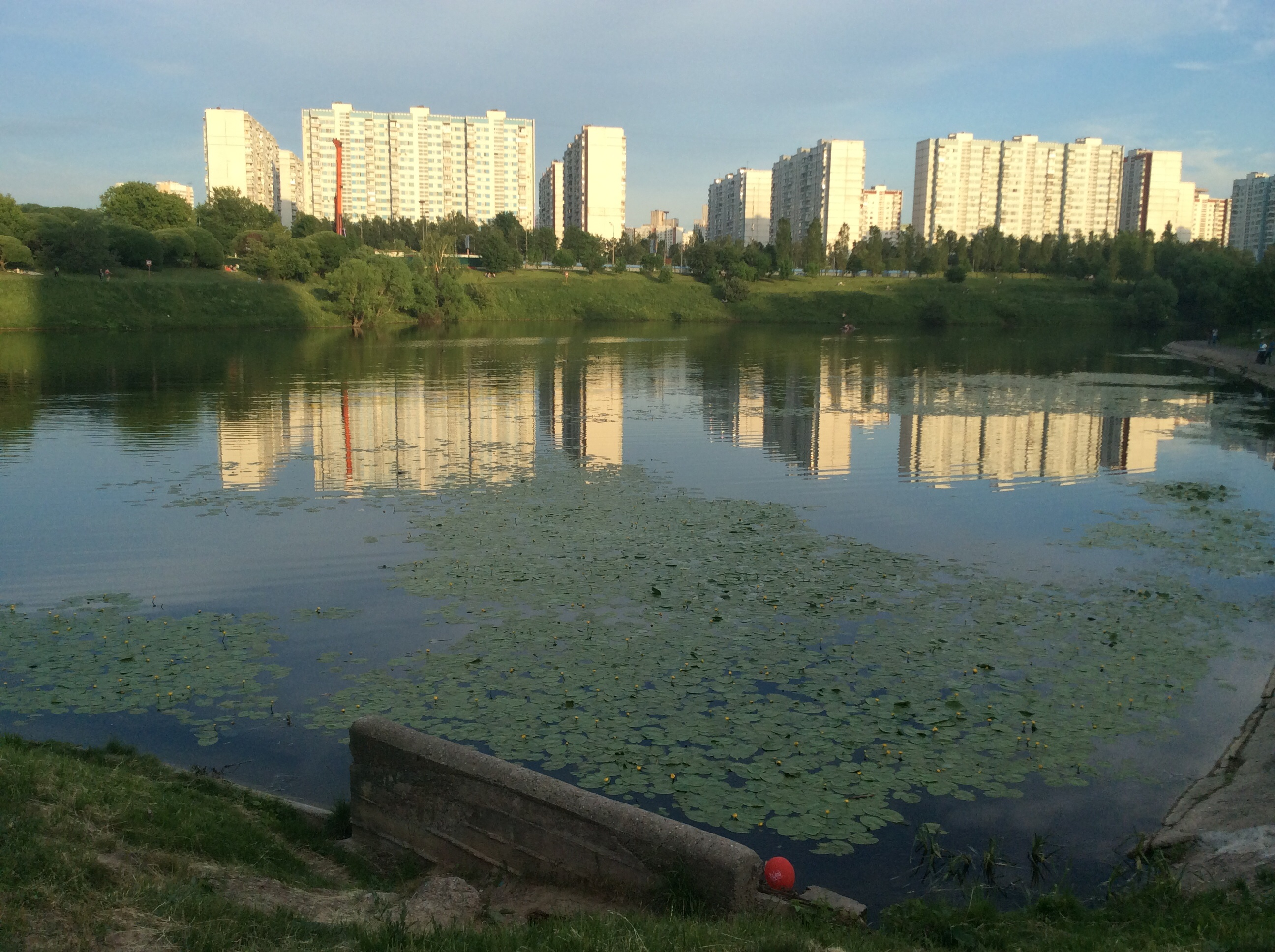
Большой Очаковский пруд, 2015 год
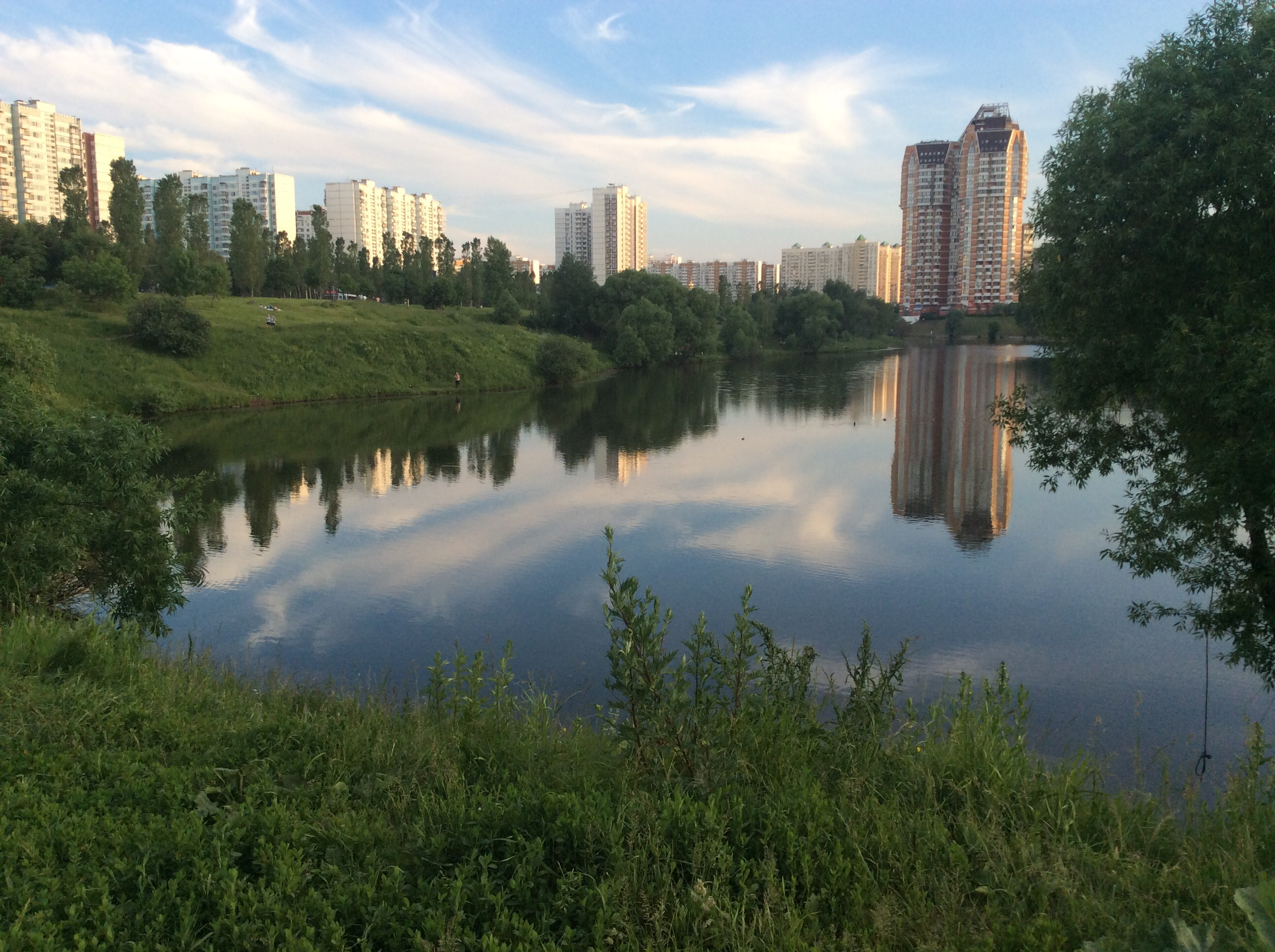
Южная часть водоёма, 2015 год
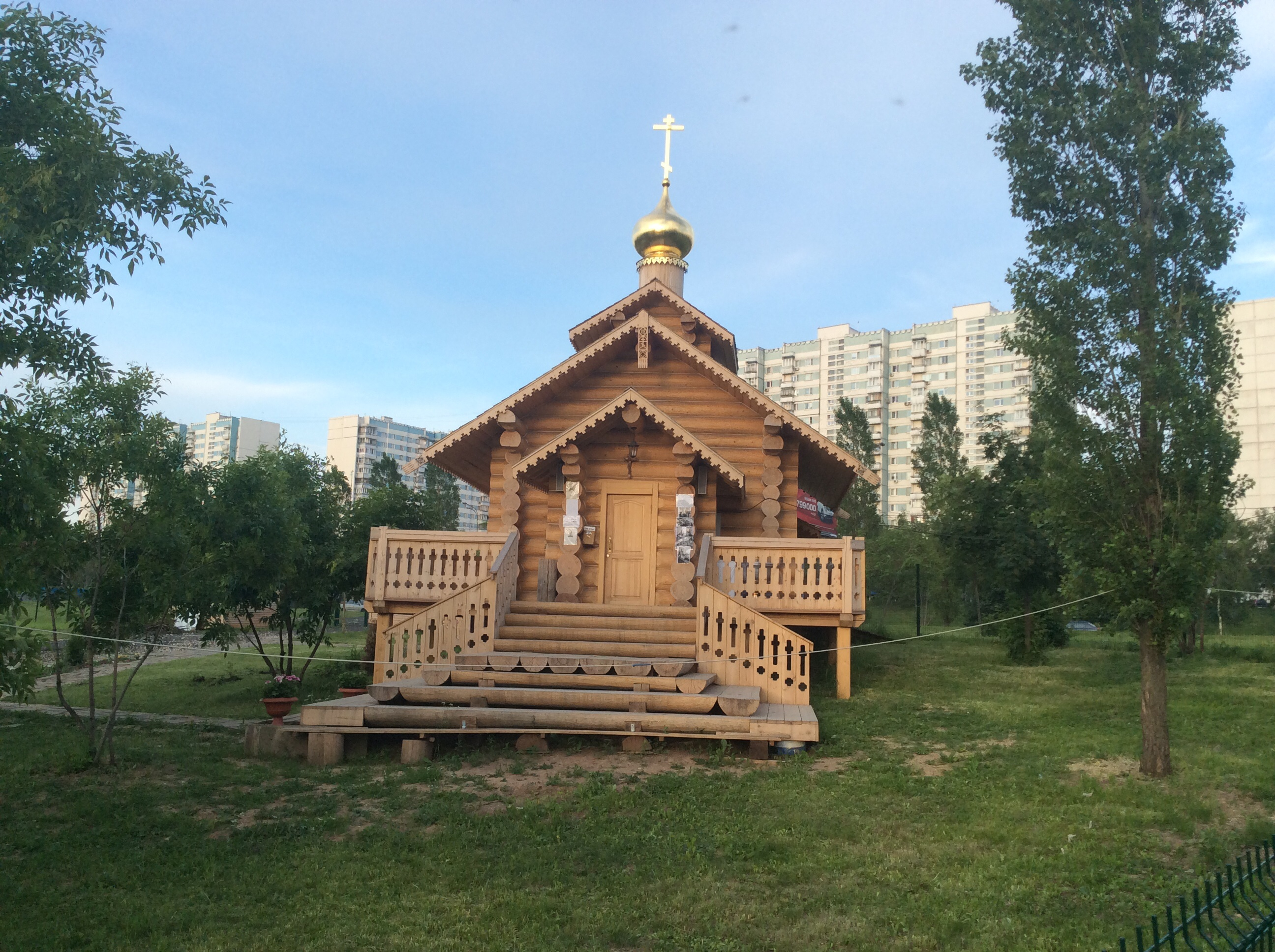
Храм на берегу, 2015 год